# Genowefa Gren
Genowefa Gren (ur. 7 listopada 1946 w Legnicy) – polska polityk, posłanka na Sejm PRL IX kadencji.

## Życiorys
Wykształcenie średnie, z zawodu krawcowa. Od 1963 pracowała w Zakładach Przemysłu Dziewarskiego „Watra” w Lubawce, a od 1975 mistrz konfekcji w Zakładach Przemysłu Dziewarskiego „Melana”. Do Polskiej Zjednoczonej Partii Robotniczej wstąpiła w 1975. Była wiceprzewodniczącą rady pracowniczej. W latach 1985–1989 pełniła mandat posła na Sejm PRL IX kadencji w okręgu Legnica. Zasiadała w Komisji Polityki Społecznej, Zdrowia i Kultury Fizycznej oraz w Komisji Nadzwyczajnej do rozpatrzenia projektu ustaw o stosunku Państwa do Kościoła Katolickiego, o gwarancjach wolności sumienia i wyznania oraz o ubezpieczeniu społecznym duchownych. Otrzymała Srebrny Krzyż Zasługi.
Została powiatową skarbniczką Sojuszu Lewicy Demokratycznej. W wyborach samorządowych w 2002 została wybrana na radną powiatu głogowskiego z listy koalicji SLD-UP. W wyborach samorządowych w 2006 z listy koalicyjnego komitetu Lewica i Demokraci bezskutecznie ubiegała się o reelekcję, a w wyborach w 2010 bez powodzenia kandydowała z listy SLD. W wyborach w 2014 bezskutecznie startowała na radną Głogowa z ramienia komitetu działacza SLD Rafaela Rokaszewicza.